# 사무 아게오와
사무엘 "사무" 오모로디온 아게오와(스페인어: Samuel "Samu" Omorodion Aghehowa, 2004년 5월 5일 ~ )는 스페인의 축구 선수로 현재 포르투갈 프리메이라리가의 포르투에서 공격수로 활약하고 있다.